# Frank Leclercq
Pour les articles homonymes, voir Leclercq.
Frank Leclercq, né le 1er mars 1967 à Liège, est un illustrateur et dessinateur de bande dessinée belge.

## Biographie
Frank Leclercq naît le 1er mars 1967 à Liège,. Il étudie les arts graphiques à l'École supérieure des arts Saint-Luc de Liège. Il fait ses débuts dans le magazine Spirou avec plusieurs courts récits en collaboration avec Sergio Salma. En 1992, il remporte le premier prix dans la catégorie Scénario lors d'un concours de bande dessinée à Charleroi. Il commence sa collaboration avec la maison d'édition Claude Lefrancq en 1994. Là, il collabore à la série d'adaptation en bande dessinée humoristique de l'œuvre d'Agatha Christie sur des scénarios de François Rivière. Par la suite, il reprend la série Biggles de Francis Bergèse. Avec Téhy, il poursuit la série Fée et Tendres Automates chez Vents d'Ouest dont il réalise le troisième volet.
Par ailleurs, Frank Leclercq réalise certaines couvertures et illustrations intérieures de romans publiés chez Ananké.

## Œuvre

### Bande dessinée
- Agatha Christie, rééditions chez Emmanuel Proust éditions

1. Dix Petits Nègres, scénario de François Rivière d'après le roman éponyme d'Agatha Christie, dessins de Frank Leclercq, 2002  (ISBN 2-84810-008-7)[7]
2. Mister Brown, scénario de François Rivière d'après le roman éponyme d'Agatha Christie, dessins de Frank Leclercq, 2003  (ISBN 2-84810-014-1)
3. La Nuit qui ne finit pas, scénario de François Rivière d'après le roman éponyme d'Agatha Christie, dessins de Frank Leclercq, 2003  (ISBN 2-84810-029-X)
4. Cartes sur table, scénario et dessins de Frank Leclercq d'après le roman éponyme d'Agatha Christie, 2009  (ISBN 978-2-84810-242-9)

Biggles
1. Neiges mortelles, scénario de Michel Oleffe, dessins de Frank Leclercq, Miklo, 1999  (ISBN 2-930234-17-2)

- 15. L'Oasis perdue (1)[8], Miklo, Bruxelles, août 2000
Scénario : Michel Oleffe - Dessin : Frank Leclercq - Couleurs : Frédéric Bergèse, Frank Brichau -  (ISBN 2-930234-18-0)
- 18. L'Oasis perdue (2), Miklo, Bruxelles, juin 2001
Scénario : Michel Oleffe - Dessin : Frank Leclercq - Couleurs : Frank Brichau -  (ISBN 2-930234-20-2)

Bob Morane
- Les Murailles d'Ananké[9],[10],[11], Miklo-Ananké, Bruxelles, juin 2004
Scénario : Henri Vernes - Dessin : Frank Leclercq - Couleurs : quadrichromie -  (ISBN 2-930234-29-6)
- Les Périls d'Ananké, Miklo-Ananké, Bruxelles, janvier 2005
Scénario : Henri Vernes - Dessin : Frank Leclercq - Couleurs : Nathalie Bergèse -  (ISBN 2-930234-44-X)

- Fée et tendres automates, Vents d'Ouest

1. Wolfgang Miyaké, scénario de Téhy, dessins de Frank Leclercq, 2003  (ISBN 2-7493-0088-6)[12],[13]

#### Les Grandes Affaires criminelles et mystérieuses
1. L'Affaire Violette Nozière, scénario de Julien Moca, dessins de Frank Leclercq, De Borée, coll. « Les Grandes Affaires criminelles et mystérieuses », 2012  (ISBN 978-2-8129-0656-5)

#### Une aventure de Simon Hardy
- 1. Mission ONU, Clair de Lune, coll. « Petit Pierre et Ieiazel », 3 octobre 2013
Scénario : Brrémaud - Dessin et couleurs : Frank Leclercq -  (ISBN 978-2-353-25562-7)
- 2. Menace sur Naples, Clair de Lune, coll. « Petit Pierre et Ieiazel », 5 février 2015
Scénario : Brrémaud - Dessin et couleurs : Frank Leclercq -  (ISBN 978-2-353-25652-5)
- 3. Bons baisers de chine, Clair de Lune, coll. « Petit Pierre et Ieiazel », 13 avril 2017
Scénario : Brrémaud - Dessin et couleurs : Frank Leclercq -  (ISBN 978-2-353-25786-7)
- Int. Intégrale prestige, Clair de Lune, coll. « Petit Pierre et Ieiazel », 13 novembre 2019
Scénario : Brrémaud - Dessin et couleurs : Frank Leclercq -  (ISBN 978-2-353-25862-8)

Les Dossiers de la Seconde Guerre mondiale
- 1. 1938[14],[15], Clair de Lune, 23 août 2018
Scénario : Brrémaud - Dessin et couleurs : Frank Leclercq -  (ISBN 978-2-353-25825-3)

#### Les Enquêtes auto de Margot
- HS. Les Élégantes[16], Paquet, coll. « Calandre », 4 mai 2022
Scénario : Olivier Marin - Dessin : Frank Leclercq - Couleurs : Callixte -  (ISBN 978-2-88932-177-3)

#### Collectifs
- Flash Back[17], Comic! Events, août 1995
Scénario : collectif dont Zidrou - Dessin : collectif dont Frank Leclercq - Couleurs : noir et blancCe Flash Back a été réalisé en collaboration avec Bédéciné Illzach et édité à l'occasion du 10e festival BD Coxyde (15 juillet au 6 août 1995) à 1 500 exemplaires numérotés à la main. Rares textes et titres des séries en deux langues : français et flamand. D/1995/6941/06. Format à l'italienne.

### Illustration
Frank Leclercq réalise certaines couvertures et illustrations intérieures de romans publiés chez Ananké :
1. Les Passagers du miroir
2. Le Dernier Massaï
3. La Fille de l'anaconda
4. Le Portrait de la Walkyrie
5. Les Esprits du vent et de la peste
6. L'Anse du pirate
7. L'Épée de d'Artagnan
8. La Plume de cristal
9. Le Cri de la louve
10. L'Émissaire du 6 juin
11. La Lumière de l'Ombre Jaune
12. bis La Résurrection de l'Ombre Jaune
13. Aux Origines de l'imaginaire
14. La Porte du cauchemar
15. Retour à Overlord
16. L'Affaire du Louvre
17. Chambre 312…
18. Les Ruines de Barkalia
19. Les Cavaliers de l'Apocalypse
20. Les Secrets de l'Ombre Jaune
21. Escale forcée
22. Les Nuits de l'Ombre Jaune
23. L'Ombre du lieutenant
24. Mngwa !
25. Une voix d’enfant
26. L’Énigme du Pôle 1 – La Chose dans les glaces
27. L'Énigme du Pôle 2 - Les Hommes sans passé
28. L’Idole atlante
29. Les Géants de Mu
30. Un beau dimanche à Bruxelles
31. Le Kraken
32. Le Manuscrit explosif
33. Quand le chauve sourit
34. Murder Party
35. Les Perles de l’Oncle Robert
36. Un étrange trio
37. Une mystérieuse proposition
38. La Pyramide des Ratapignata
39. Alerte aux V1
40. Sans espoir de retour, 2019

#### Livres
: document utilisé comme source pour la rédaction de cet article.
- Jacques Fiérain, « Leclercq, Frank », dans La BD dans les provinces de Liège, Namur et Luxembourg, Charleroi, Éd. l'Âge d'or, 2004, 112 p., ill. ; 31 cm (ISBN 9782960019698, OCLC 470388297, présentation en ligne), p. 65. .
- Henri Filippini, « Leclercq, Frank », dans Dictionnaire de la bande dessinée, Paris, Bordas, 2005, 912 p., ill. ; 27 cm (ISBN 9782047299708 et 2047299705, OCLC 1009545288, présentation en ligne), p. 800. .
- Philippe Mellot, Michel Denni, Laurent Turpin et Isabelle Morzadec, Trésors de la bande dessinée : BDM 2021-2022 - Catalogue encyclopédique et Argus, Paris, Les Arènes, novembre 2020, 22e éd., 1700 p., ill. ; 23 cm (ISBN 9791037502582, OCLC 1240308146, présentation en ligne), p. 27, 135, 164, 357, 1034. .

#### Périodiques
- Frédéric Brrémaud et Frank Leclercq (interviewés par Thierry Wagner), « Case à case : Quand le Vésuve se réveillera - Entretien avec Frédéric Brrémaud et Frank Leclercq », Casemate, no 79,‎ mars 2015 (ISSN 1964-504X).